# 长安区 (西安市)
长安区是陕西省西安市的一个市辖区，位于西安市主城区南部，2002年撤县改区。东有西安国家民用航天产业基地、与蓝田县为邻，西有沣渭新区、西安高新技术产业开发区、与鄠邑区接壤，南接安康市宁陕县、商洛市柞水县，北靠雁塔区、灞桥区，是建设中的西安现代国际化大都市新型主城区。常住人口約109万人，区人民政府駐地韦曲街道。

## 概况
长安区位于东经108°38′～109°14′，北纬33°47′～34°18′，南北跨度约55公里，东西跨度约52公里。全区总面积1590平方公里，常住人口109万，现辖25个街道办事处，区政府驻地西长安街669号。

## 人口
2020年末，根據全國第七次人口普查統計數據顯示：长安区常住人口为1090600人。常住人口与2010年第六次全国人口普查的771983人相比，10年共增加318617人，增长41.27%，年平均增长率为3.51%。 全区常住人口中共有家庭户297772户，集体户59713户，家庭户人口为832378人，集体户人口为258222人。

## 行政区划
长安区下辖25个街道办事处：
韦曲街道、郭杜街道、滦镇街道、引镇街道、王寺街道、马王街道、太乙宫街道、东大街道、子午街道、斗门街道、细柳街道、杜曲街道、大兆街道、黄良街道、兴隆街道、王曲街道、鸣犊街道、王莽街道、五台街道、高桥街道、五星街道、灵沼街道、杨庄街道、砲里街道和魏寨街道。
2010年，将长安区所属斗门、王寺、高桥3个街道托管至沣渭新区。

## 历史
公元前202年，西汉设立长安县。此后，县建制的长安县存在了两千两百余年。2002年9月16日，经国务院批准撤销长安县，设立西安市长安区。

## 民族宗教
长安居民以汉族为主，属少数民族杂散居住地区，有46个少数民族在区内定居。
长安是全国宗教工作重点地区之一，中国佛教八大宗派中，慈恩宗、净土宗、华严宗、律宗、三阶教的祖庭寺或发祥地分别在长安的兴教寺、香积寺、华严寺、净业寺、百塔寺。区内有佛教、道教、基督教三大教派，尤以“终南茅蓬修道”文化，在中国乃至世界享有崇高声望和影响。

## 交通运输
108国道以及京昆高速、包茂高速、连霍高速穿越长安境内，西安绕城高速公路擦边而过，京昆高速设三星出口，包茂高速设韦曲出口。
西康铁路、西成高铁穿越长安境内，西康铁路设引镇站，位于长安引镇，西成高铁设西安西站，主要为沣东新城提供乘降，这些乘火车至陕南、四川、重庆比较便利。
西安地铁二号线和规划中西安地铁五号线连接长安区和市区，分别通至韦曲和郭杜比亚迪产业园。